# 2009年台北海碩國際職業女子網球公開賽
2009年台北海碩國際職業女子網球公開賽是在台北小巨蛋舉行的國際職業女子網球賽事。這是ITF100000美元加住宿等級的女子巡迴賽事。本屆會外賽在天母網球場進行。

## 參賽者

### 種子
| 國家     | 球員              | 排名1 | 種子序 |
| -------- | ----------------- | ----- | ------ |
| 日本     | 森田步美          | 74    | 1      |
| 俄羅斯   | Alla Kudryavtseva | 101   | 2      |
| 中華臺北 | 張凱貞            | 104   | 3      |
| 中華臺北 | 詹詠然            | 113   | 4      |
| 泰國     | 撻瑪茵·塔娜蘇甘   | 114   | 5      |
| 葡萄牙   | 米雪·拉莎·迪·比圖 | 115   | 6      |
| 德国     | Kathrin Woerle    | 130   | 7      |
| 俄羅斯   | Regina Kulikova   | 138   | 8      |

- 1依照2009年10月26日公布的排名排序。

### 其他球員
以下球員獲得外卡進入單打會內賽：
- 許文馨
- 黃怡萱
- 莊佳容
- 晏紫

以下球員從會外賽事獲得單打會內資格：
- 陳宜
- 久松志保（英语：Shiho Hisamatsu）
- Varatchaya Wongteanchai（英语：Varatchaya Wongteanchai）
- Kim So-jung（英语：Kim So-jung）

以下球員以幸運失敗者獲得單打會內資格：

## 決賽結果

### 單打
詹詠然 擊敗  森田步美，6–4、2–6、6–2

### 雙打
詹詠然／ 莊佳容 擊敗  雅尤·巴蘇姬／ Riza Zalameda，6–3、3–6、[10–7]

## 外部連結
- 官方部落格（已關閉）（繁體中文）
- 官方網站（繁體中文）
- ITF官方資料（英文）